# Joannes Hyacinth Rottenburgh
Jean-Hyacinthe Joseph Rottenburgh (1672 – 1765) è stato un costruttore di flauti traversi, oboi e flauti dolci belga.
Nacque in una nota famiglia di violinisti di Bruxelles (alcuni membri occuparono il ruolo di primo e secondo violino a corte) e specialmente di costruttori di strumenti a fiato di legno. La qualità del suono dei loro strumenti era tale che già all'epoca in cui la famiglia era attiva si sono verificati casi di contraffazione.
Suo figlio Godefroy Adrien Rottenburgh (1703-1768) continuò la produzione firmando gli strumenti col nome del padre, ma costruì anche flauti, oboi, clarinetti e fagotti con la propria firma (G.A./Rottenburgh).
Vari strumenti di Joannes Hyacinth sono esposti al Museo degli strumenti musicali di Bruxelles; Friedrich von Huene ha sviluppato per l'azienda Moeck una serie di flauti dolci basata sugli strumenti custoditi in quel museo. Anche il museo degli strumenti musicali di Berlino, la Collezione Bate (Università di Oxford) e il museo del Mercato delle carni di Anversa posseggono alcuni dei suoi strumenti.